# W. S. Van Dyke
Woodbridge Strong "Woody" Van Dyke, Jr. (San Diego, 21 de março de 1889 – Brentwood, 5 de fevereiro de 1943), mais conhecido como W. S. Van Dyke foi um diretor de cinema estadunidense.

## Carreira

### Início: do vaudeville ao cinema mudo
Nascido em San Diego, na Califórnia, Van Dyke foi ator infantil em peças de teatro do estilo vaudeville. Durante seus primeiros anos como adulto, não manteve um emprego fixo até chegar em Hollywood. Seu primeiro trabalho na indústria cinematográfica foi como assistente de D. W. Griffith no filme Intolerance de 1916. Durante a época do cinema mudo aperfeiçoou-se na direção e após o advento do cinema falado se tornou um dos maiores diretores da MGM.

### Consolidação: cinema falado
Van Dyke se tornou conhecido na indústria graças a rapidez com que completava seus filmes. Apesar de não ter sido reconhecido pela MGM como um dos melhores diretores, era reconhecido por sua grande versatilidade: dirigiu, entre outros, dramas de época, westerns, comédias e musicais. Muitos de seus filmes se tornaram campeões de bilheteria. Em 1934 foi indicado ao Oscar de melhor direção por The Thin Man e novamente em 1936 por San Francisco. Também dirigiu, em 1933, o clássico Eskimo, o primeiro filme estrelado por um ator de origem indígena (Ray Mala), que venceu o Oscar de melhor edição. Em 1934 dirigiu Manhattan Melodrama, filme vencedor do Oscar de melhor roteiro original que lançou as carreiras dos atores William Powell e Myrna Loy. Em 1938 foi indicado ao prêmio de melhor diretor no Festival de Veneza por Marie Antoinette.

### Suicídio
Devoto da Ciência Cristã, Van Dyke recusou tratamento médico durante seus últimos dolorosos dias de vida (de acordo com sua religião, a oração tem poder de cura). Após terminar seu último filme e adoecer rapidamente, disse adeus a esposa, aos filhos e a Louis B. Mayer e cometeu suicídio. Como era de seu desejo, Jeanette MacDonald e Nelson Eddy cantaram em seu funeral.
Van Dyke mais tarde recebeu um estrela na Calçada da Fama localizada no número 6141 da Hollywood Boulevard.

## Filmografia
| - The Hawk's Trail (1919) - Daredevil Jack (1920) - Double Adventure (1921) - Forget Me Not (1922) - The Avenging Arrow (1921) - White Eagle (1922) - Gold Heels (1924) - Loving Lies (1924) - The Gentle Cyclone (1926) - War Paint (1926) - Winners of the Wilderness (1927) - White Shadows in the South Seas (1928) - The Pagan (1929) - Trader Horn (1931) - Tarzan the Ape Man (1932) - Penthouse (1933) - Eskimo (1933) - The Prizefighter and the Lady (1933) - Manhattan Melodrama (1934) - The Thin Man (1934) - Hide-Out (1934) - Forsaking All Others (1934) - I Live My Life(1935) - Naughty Marietta (1935) | - Rose Marie (1936) - San Francisco (1936) - The Devil Is a Sissy (1936) - Love on the Run (1936) - After the Thin Man (1936) - They Gave Him a Gun (1937) - Personal Property (1937) - Marie Antoinette (1938) - Sweethearts (1938) - Stand Up and Fight (1939) - It's a Wonderful World (1939) - Another Thin Man (1939) - I Take This Woman (1940) - I Love You Again (1940) - Bitter Sweet (1940) - Rage in Heaven (1941) - The Feminine Touch (1941) - Shadow of the Thin Man (1941) - Dr. Kildare's Victory (1942) - I Married an Angel (1942) - Cairo (1942) - Journey for Margaret (1942) |